# PWG World Championship
O PWG World Championship (Campeonato Mundial da PWG) é um título mundial de wrestling profissional pertencente à empresa Pro Wrestling Guerrilla (PWG), considerado o mais importante da federação.

## Reinados
O campeão inaugural foi Frankie Kazarian, derrotando Joey Ryan nas finais de um torneio de 16 homens no Bad Ass Mother 3000 - Stage 2, em 2003. Com 425 dias, o reinado de Chris Hero é considerado o mais longo. Bryan Danielson tem o menor reinado após deixar o título vago no mesmo minuto em que foi vencedor. Kevin Steen mantém o recorde do maior número de conquistas, com 3. O atual campeão é Adam Cole, que derrotou a Kevin Steen em uma Guerrilla Warfare Match em 1 de dezembro de 2012 no evento "Mystery Vortekz". No total, foram 21 reinados de 15 diferentes lutadores.